# Colleen Hanabusa

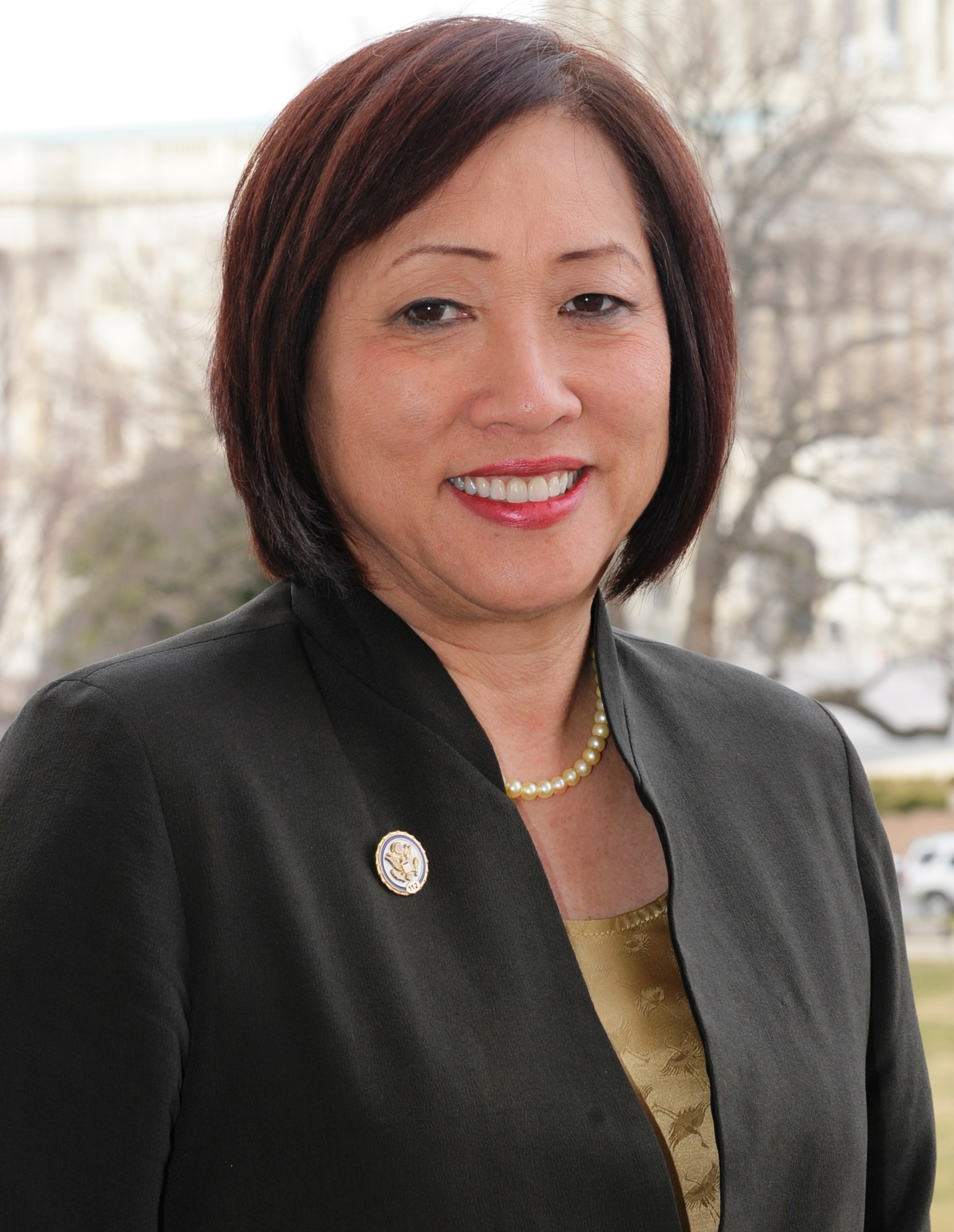
Colleen Hanabusa (2011)

Colleen Wakako Hanabusa (* 4. Mai 1951 in Honolulu, Hawaii) ist eine amerikanische Politikerin der Demokratischen Partei. Sie vertrat von 2011 bis 2015 und von 2017 bis 2019 den 1. Kongresswahlbezirk Hawaiis im Repräsentantenhaus der Vereinigten Staaten. Sie war 2014 und 2018 nicht zur Wiederwahl angetreten, sondern hatte erfolglos für den US-Senat bzw. das Gouverneursamt Hawaiis kandidiert.

## Familie, Ausbildung und Beruf
Hanabusa wurde 1951 als erstes von drei Kindern einer japanisch-amerikanischen Familie aus Waiʻanae geboren, gerade ein Jahr nach der Heirat ihrer Eltern. Ihre Vorfahren waren japanische Auswanderer, die um die Jahrhundertwende auf der Zuckerplantage von Waiʻanae (Hawaii) Arbeit fanden, wo die Familie bis heute lebt. Nach dem Angriff auf Pearl Harbor wurden beide Großväter zeitweise interniert und umgesiedelt; ihr Großvater mütterlicherseits hatte eine buddhistische Hongan-ji-Mission aufgebaut. Colleen Hanabusa wurde von dessen Frau aufgezogen, während ihre Eltern eine Tankstelle in Waiʻanae betrieben. Sie studierte an der University of Hawaiʻi, erhielt dort 1973 den Bachelor of Arts in Wirtschaft und Soziologie sowie 1975 den Master of Arts in Soziologie. 1977 schloss sie mit dem Juris Doctor an der William S. Richardson School of Law ab. Im selben Jahr begann sie nach ihrer Zulassung als Rechtsanwältin zu arbeiten. Seit 1993 wird sie vom Honolulu Magazine als eine von Hawaiis besten Anwälten geführt und wurde 2009 von der American Bar Association mit dem Spirit of Excellence Award ausgezeichnet.
Sie heiratete 2008 den früheren State Sheriff und Geschäftsmann John F. Souza III.

## Politische Laufbahn

### Staatssenatorin
Im November 1998 wurde Hanabusa erstmals in den Senat von Hawaii gewählt. Sie vertrat dort bis 2010 den 21. Wahlbezirk, der unter anderem ihren Heimatort Waiʻanae sowie Nanakuli und Makaha umfasst. Von 2003 bis 2007 war sie Majority Leader im Senat, also Fraktionsvorsitzende der Mehrheitspartei, bevor sie 2007 Senatspräsidentin wurde. Hanabusa war die erste Frau, die dieses Amt bekleidete.
Nach ihrem Ausscheiden aus dem Senat wurde Hanabusas vakanter Sitz von Gouverneur Neil Abercrombie mit Maile Shimabukuro, die bis zu diesem Zeitpunkt dem Repräsentantenhaus von Hawaii angehört hatte, neu besetzt. Neuer Senatspräsident wurde Shan Tsutsui.

### Kongressabgeordnete 2011 bis 2015
Hanabusa bewarb sich im November 2002 erstmals um ein Mandat im Kongress. Nach dem Tod der Abgeordneten Patsy Mink standen 44 Kandidaten auf dem Wahlzettel; dies ist nach dem Wahlgesetz von Hawaii bei Nachwahlen möglich. Hinter dem siegreichen Ed Case (43,7 Prozent) und Matt Matsunaga (30,5 Prozent), einem weiteren Staatssenator, belegte sie mit 8,0 Prozent Platz drei. Als Case im Jahr 2006 auf eine erneute Kandidatur im zweiten Wahlbezirk des Staates verzichtete, um stattdessen in der demokratischen Primary gegen US-Senator Daniel Akaka anzutreten, bemühte sich Hanabusa ein zweites Mal um den Einzug ins Repräsentantenhaus, doch sie verlor in den Vorwahlen ihrer Partei gegen Mazie Hirono.
Im Mai 2010 fand eine Nachwahl im ersten Wahlbezirk von Hawaii statt, die nötig geworden war, nachdem Neil Abercrombie sein Mandat niedergelegt hatte, um seine Kandidatur als Gouverneur von Hawaii vorzubereiten. Da wiederum keine Beschränkung der Bewerber stattfand, war es sowohl der als liberal geltenden Hanabusa als auch ihrem innerparteilichen Rivalen Case, einem konservativen Blue Dog, möglich, Abercrombies Nachfolge anzustreben. Die damit erfolgte Spaltung innerhalb der Demokratischen Partei nutzte der Republikaner Charles Djou: Er siegte mit 39,7 Prozent der Stimmen vor Hanabusa (31,0) und Case (27,8).
Vor der parteiinternen Vorwahl zur regulären Kongresswahl im November 2010 verzichtete Ed Case zugunsten von Hanabusa auf eine erneute Kandidatur. Diese hatte danach keine Mühe, die Nominierung ihrer Partei zu erringen, und setzte sich bei der eigentlichen Wahl mit einem Stimmenanteil von 53,2 Prozent gegen Djou (46,8) durch, den sie somit am 3. Januar 2011 im Kongress ablösen konnte. Sie war damit eine von nur drei Demokraten, die bei dieser – stark republikanisch dominierten – Wahl einen zuvor von den Republikanern gehaltenen Sitz erringen konnten; dies gelang außerdem John C. Carney in Delaware und Cedric Richmond in Louisiana. Hanabusa galt als eine Favoritin für die Nachfolge des US-Senators Daniel Akaka, der 2011 angekündigt hatte, sich 2012 nicht erneut zur Wahl zu stellen; sie gab jedoch im August 2011 bekannt, zur Wiederwahl im Repräsentantenhaus anzutreten. Bei der Wahl 2012 traf Hanabusa erneut auf Djou und gewann mit 55,45 Prozent der Stimmen. Hanabusa war im Kongress zuletzt Mitglied der Ausschüsse für die Streitkräfte und natürliche Ressourcen. Neben Mazie Hirono und Hank Johnson aus Georgia war sie eine von drei buddhistischen Abgeordneten und gehörte der zentristischen New Democrat Coalition an.
Am 3. Januar 2015 übergab sie ihr Mandat im Kongress an ihren Nachfolger Mark Takai.

### Bewerbung für den US-Senat 2014 und weitere Tätigkeiten
Nach dem Tod des Senatspräsidenten pro tempore, Daniel Inouye, am 17. Dezember 2012 galt Hanabusa als erste Anwärterin auf dessen Senatsmandat. Inouye hatte kurz vor seinem Tod in einem Brief an Gouverneur Abercrombie den Wunsch geäußert, die Abgeordnete zu seiner Nachfolgerin zu ernennen. Im Monat zuvor war die dienstsältere Abgeordnete Mazie Hirono zur Nachfolgerin des nicht mehr kandidierenden Senators Daniel Akaka gewählt worden. Abercrombie ernannte jedoch am 26. Dezember 2012 nicht Hanabusa, sondern Brian Schatz, der bis dahin stellvertretender Gouverneur Hawaiis war, zum Nachfolger Inouyes im Senat.
Vor der Nachwahl um Inouyes Mandat im November 2014 forderte Hanabusa den Interims-Mandatsinhaber Schatz in der parteiinternen Vorwahl heraus und wurde dabei unter anderem von Inouyes Witwe und Mitarbeitern unterstützt, musste sich ihm jedoch knapp geschlagen geben.
Nach ihrem Ausscheiden aus dem Kongress kehrte Hanabusa in ihre auf Arbeitsrecht spezialisierte Anwaltskanzlei zurück und wurde Vorstandsvorsitzende der Honolulu Authority for Rapid Transportation (HART), einer öffentlichen Einrichtung zum Bau einer Eisenbahnstrecke in Honolulu. Zudem gehörte sie ab 2015 dem Board of Directors von Hawaii Gas an.

### Kongressabgeordnete 2017 bis 2019
Nach dem krankheitsbedingten Rückzug ihres Nachfolgers Takai kündigte Hanabusa Anfang Juni 2016 an, sich bei der Wahl im November 2016 erneut um ihr früheres Mandat im US-Repräsentantenhaus zu bewerben. Politische Beobachter sahen sie als klare Favoritin für die Wiederwahl ohne aussichtsreichen Gegenkandidaten; ihre Wähler seien mit ihr zufrieden gewesen. Hanabusa kündigte an, sich für die politische Anerkennung der polynesischen Ureinwohner Hawaiis auf Bundesebene und die Sicherung der Inselgruppe als strategischer Militärposten einzusetzen. Nach dem Tod Takais im Juli 2016 war das Kongressmandat vorübergehend unbesetzt; die Nachwahl fand zeitgleich mit der allgemeinen Wahl am 8. November 2016 statt. Zweck der Nachwahl war die umgehende Neubesetzung des Mandats für die Zeit bis zum Ende der Legislaturperiode am 3. Januar 2017. Hanabusa trat bei beiden Wahlen erfolgreich an.
Da sie 2018 in der Vorwahl für das Gouverneursamt antrat und nicht gleichzeitig für die Wahl zum Repräsentantenhaus kandidieren konnte, schied sie am 3. Januar 2019 aus dem Kongress aus. Ihr Nachfolger wurde der Parteifreund Ed Case.

### Bewerbung für das Gouverneursamt 2018
Anfang September 2017 wurde bekannt, dass Hanabusa bei der Gouverneurswahl im November 2018 für das Amt des Gouverneurs von Hawaii antreten will. Dazu fordert sie in der parteiinternen Vorwahl den demokratischen Amtsinhaber David Ige heraus, der seinerseits 2014 erstmals in der Geschichte Hawaiis durch einen Vorwahlsieg gegen seinen als Gouverneur amtierenden Parteikollegen Neil Abercrombie als Kandidat aufgestellt worden war. In der Vorwahl am 12. August 2018 unterlag sie Ige bei niedriger Wahlbeteiligung mit 44 zu 51 Prozent der Stimmen. Ige nannte sie als mögliche Vizegouverneurskandidatin bei der Hauptwahl im November, entschied sich aber für den bisherigen Staatssenator Josh Green.